# Philome Laguerre
Philome Laguerre (ur. 17 stycznia 1933 w Cap-Haïtien) – haitański sztangista, olimpijczyk, medalista igrzysk panamerykańskich.
Jedyny reprezentant Haiti na Letnich Igrzyskach Olimpijskich 1960 w Rzymie. Wystartował w wadze do 90 kg. Z wynikiem 137,5 kg ukończył wyciskanie, w którym zajął czwarte miejsce ex aequo z Louisem Martinem. Nie ukończył jednak rwania, w którym spalił dwie próby na 125 kg (do trzeciej próby nie podszedł) – tym samym został niesklasyfikowany.
W 1959 roku zdobył srebrny medal w tej samej kategorii wagowej podczas igrzysk panamerykańskich w Chicago (osiągnął 405 kg w trójboju).